# ايفرتون كيمبس دوس سانتوس غونسالفيس
ايفرتون كيمبس دوس سانتوس غونسالفيس (3 أغسطس 1982 - 28 نوفمبر 2016) يعرف أكثر باسم كيمبس كان لاعب كرة قدم برازيلي ولقد كان يلعب كمهاجم في نادي شابيكوينسي ولقد توفي في يوم 28 نوفمبر 2016 عقب كارثة رحلة خطوط لاميا الجوية 2933.

## روابط خارجية
- ايفرتون كيمبس دوس سانتوس غونسالفيس على موقع رابطة كرة القدم اليابانية للمحترفين (اليابانية)
- ايفرتون كيمبس دوس سانتوس غونسالفيس على موقع قاعدة بيانات كرة القدم.إي يو (الإنجليزية)
- ايفرتون كيمبس دوس سانتوس غونسالفيس على موقع Soccerway.com (الإنجليزية)
- ايفرتون كيمبس دوس سانتوس غونسالفيس على موقع عالم كرة القدم.نت (الإنجليزية)

- الموقع الرسمي
 (بالبرتغالية)